# 連邦海事局
連邦海事局（れんぽうかいじきょく、U.S. Maritime Administration: MARAD）はアメリカ運輸省の機関である。アメリカの安全保障を補完するため配備している国防予備船隊 (National Defense Reserve Fleet: NDRF) の運用と管理を行っている。

## 沿革
合衆国海事委員会 (U.S. Maritime Commission) が廃止となった1950年5月24日、合衆国商船大学の運営、予備商船隊の管理及び基金の運営を掌握する連邦海事局と、船舶及び造船全般の規制等を掌握する連邦海事連盟 (U.S. Federal Maritime Board) が設置された。1961年、連邦海事連盟は連邦海事委員会 (Federal Maritime Commission) として再編され、連邦海事局内に海事基金連盟が設立された。1981年8月6日には運輸省に移管された。

## 業務

### 教育
アメリカの海事政策は一貫して自国籍の船員と船隊の確保を主要命題としている。これは米西戦争において外国人船員が戦時輸送に協力せず、物資補給に支障をきたしたからであるとされている。連邦海事局においても米国人船員の確保と教育訓練への助成は主要な業務となっており、連邦直轄の合衆国商船大学の運営と全米に6校設置されている州立海事大学への支援を行っている。また合衆国商船大学内に設置されている国際海事交通学校 (Global Maritime & Tarnsportation School: GMATS) においては国防総省の単位認定プログラムを利用したロジスティックス関連の修士講座を設置しているほか、海事実歴のある船員に対する再教育や軍からの委託教育などを実施している。
- 海事大学

| 運営 | 名称                     | 所在地             | 備考                                 |
| ---- | ------------------------ | ------------------ | ------------------------------------ |
| 連邦 | 合衆国商船大学           | ニューヨーク州     | 連邦軍事士官学校                     |
| 州立 | カリフォルニア海事大学   | カリフォルニア州   | カリフォルニア州立大学機構           |
| 州立 | メイン海事大学           | メイン州           |                                      |
| 州立 | マサチューセッツ海事大学 | マサチューセッツ州 |                                      |
| 州立 | グレートレイク海事大学   | ミシガン州         | ノースウェスタン・ミシガン・カレッジ |
| 州立 | ニューヨーク海事大学     | ニューヨーク州     | ニューヨーク州立大学機構             |
| 州立 | テキサス海事大学         | テキサス州         | テキサスA&M大学機構                  |

- 国際海事交通学校 (Global Maritime & Tarnsportation School: GMATS)
- グレートレイク応急訓練学校 (Great Lakes Fire Training School: GLAFTS)
- 海上交通安全法コース認定 (Maritime Transportation Security Act Course Certification)